# Football Club Castiglione
Il Football Club Castiglione A.S.D., meglio noto come Castiglione, è una società calcistica italiana con sede a Castiglione delle Stiviere, in provincia di Mantova. Milita in Eccellenza, la quinta divisione del campionato italiano.
Fondata nel 1946 vanta come miglior successo della propria storia la partecipazione a due campionati consecutivi di Lega Pro Seconda Divisione, dove il miglior risultato è costituito da un ottavo posto.
I colori sociali sono il rosso e il blu. Disputa le partite di casa allo stadio Ugo Lusetti.

## Storia

### Gli inizi nei tornei locali
La prima società sportiva di calcio, riconosciuta come tale, di Castiglione delle Stiviere sorse nel 1924 con il nome di Ridente, la cui esistenza durò però pochi anni, nei quali si fece comunque notare come squadra di buon livello nei tornei locali. Dopo il tramonto della Ridente, nel 1932 sorsero altre formazioni che ben figurarono in competizioni amichevoli con squadre dei paesi vicini; tra queste figurava in modo particolare l'A.C. Littoria.
Bisogna però attendere la fine della seconda guerra mondiale per avere una squadra che potesse farsi notare come la vecchia Ridente: tra il 1946 ed il 1947 l'U.S. Castiglione vinse il campionato provinciale mantovano, dopo una finalissima disputata allo stadio di Mantova contro l'U.S. Nuova Genova di Mantova, vincitrice del girone del Basso Mantovano. La vittoria nel torneo suscitò l'interesse di squadre di medio-alto livello nei confronti dei giocatori della formazione: un esempio fu quello del portiere titolare Mario Ghirardi, ingaggiato prima dal Mantova e poi dal Monza, allora in Serie B.

### Debutto a livello regionale
L'A.C. Castiglione nel 1971 si piazzò prima nel girone locale di Seconda Categoria, ottenendo la promozione in Prima Categoria, in cui l'anno successivo ottenne il secondo posto e la nuova salita di categoria al campionato di Promozione. Concluse la sua prima stagione nel campionato di Promozione al 1º posto nel girone B lombardo a pari punti col Sanyo Sant'Angelo, perdendo poi lo spareggio di qualificazione alla finale regionale, concluso 3-1 (d.t.s.) a favore degli avversari. L'anno successivo, nella stagione 1973-74, sempre nel girone B lombardo, concluse ultima in classifica a pari punti col Leffe, venendo retrocessa in Prima Categoria.
L'anno seguente venne promossa dalla Prima Categoria, un anno dopo la retrocessione, tornando quindi immediatamente nel campionato lombardo di Promozione. Nella stagione 1977-78 concluse al 13º posto a pari punti con la Rivoltana, ma a causa della peggiore differenza reti venne classificata al 14º posto e quindi retrocessa in Prima Categoria. Rimase in Prima Categoria fino al 1981, anno in cui venne promossa nel campionato lombardo di Promozione, tornandovi dopo 3 anni.
Dopo anni di sali-scendi tra campionato di Promozione e Prima Categoria, nella stagione 1984-1985 ottenne la tanto sperata promozione nel Campionato Interregionale (in rosa c'era Eugenio Ghiozzi, vale a dire il noto Gene Gnocchi, mentre in panchina sedeva Oriente Tortelli). Nella stagione 1987-1988 concluse però ultima nel girone C, retrocedendo nel campionato di Promozione dopo 3 anni di Campionato Interregionale.

### Debutto in Emilia-Romagna
Ritornata nei campionati regionali, anziché reiscriversi al Comitato Lombardo la società decise di iscriversi al Comitato Emiliano, debuttando quindi nel campionato di Promozione emiliana-romagnola. Qui rimase fino alla stagione 1994-95, nella quale, concludendo al 2º posto in seguito allo spareggio vinto ai calci di rigore contro il Persiceto, ottiene la promozione nel campionato di Eccellenza.

### Ritorno in Lombardia
All'alba del debutto nel campionato di Eccellenza, la società lasciò il Comitato Emiliano per ritornare nel Comitato Lombardo, debuttando quindi in Eccellenza Lombarda. Vinse nella stagione 1996-1997 la fase regionale della Coppa Italia. Alla terza stagione in Eccellenza, nel 1997-1998, concluse ultima nel girone C, venendo retrocessa in Promozione, dalla quale, nella stagione 1999-2000, venne nuovamente retrocessa, in Prima Categoria. La squadra non aspettò più di un anno per tornare nel campionato di Promozione, vincendo subito il campionato locale di Prima Categoria e ottenendo la promozione. A fine stagione il l'AC Castiglione fallì e a far continuare il calcio castiglionese ci pensò il FC Castiglione Junior che dopo ave acquisito il titolo dell'US Voltese partecipa al campionato di Promozione e cambia nome in Football Club Castiglione. Nel campionato successivo, la stagione 2001-2002, la squadra concluse al 2º posto nel girone F lombardo di Promozione dietro il Suzzara, ottenendo la promozione nel campionato di Eccellenza un anno dopo la promozione dalla Prima Categoria.
Rimane nel campionato lombardo di Eccellenza dalla stagione 2002-03 alla stagione 2007-2008. Ottiene la salvezza ai play-out nella stagione 2004-2005, mentre nel 2008 viene retrocessa tornando nel campionato di Promozione dopo 6 anni di Eccellenza.

### Le due squadre di Castiglione
Nell'estate del 2008, due squadre di categoria inferiore, l'U.S. Savoia Sagigrar Castiglione e la G.S. Azzurra di Castel Goffredo (MN), si fondono nell'U.S. Castiglione Savoia, la quale acquista il titolo sportivo della Nuova A.C. Marmirolo, acquisendo il diritto a disputare il campionato di Eccellenza. Si tratta della prima squadra di Castiglione nella storia a disputare il campionato italiano a un livello superiore rispetto allo storico FC Castiglione.
Per i 2 anni che seguono, i due club disputano parallelamente due campionati distinti: il Castiglione Savoia disputa il campionato di Eccellenza, mentre il FC Castiglione disputa il campionato di Promozione, ottenendo, in entrambi i campionati, la salvezza ai play-out.

### La svolta del 2010
L'anno 2010 è l'anno della svolta per entrambi i club.
Il Castiglione Savoia conclude 4º nel girone C lombardo di Eccellenza e, vincendo i play-off nazionali, viene promosso in Serie D, riportando Castiglione delle Stiviere al 5º livello dei campionati italiani dopo oltre 20 anni. Nell'estate che segue la promozione, l'azienda Sterilgarda Alimenti (già sponsor da qualche stagione e main da quella precedente) rafforza il suo impegno, in termini di sponsorizzazione e sostegno, con l'attuale dirigenza e il nome della società viene per questo modificato in F.C. Sterilgarda Castiglione.
Lo storico FC Castiglione ottiene, come già detto in precedenza, la salvezza ai play-out, nel girone E lombardo di Promozione. Nell'estate che segue, la società decide di trasferirsi a Calcinato (BS), cambiando il nome in Sporting Calcinato A.S.D., che disputerà il campionato di Promozione in sostituzione dell'U.S. Calcinato, appena battuto proprio dal FC Castiglione ai play-out e quindi retrocesso.

### FC Sterilgarda Castiglione
Nella stagione 2010-2011, lo Sterilgarda Castiglione conclude al 9º posto nel girone B di Serie D, mentre nella stagione 2011-12 vince il campionato del girone B con due giornate di anticipo, battendo in trasferta nella partita decisiva per il titolo proprio la diretta avversaria, il Ponte San Pietro-Isola, per 2-1. Grazie a ciò, il club ottiene la promozione nel campionato di Seconda Divisione e la qualificazione alla poule scudetto di Serie D. Per la prima volta nella storia una squadra di Castiglione delle Stiviere raggiunge quindi il 4º livello dei campionati italiani, giocando pertanto in un campionato professionistico.

### FC Castiglione s.r.l.
Nel giugno 2012 la società cambia denominazione trasformandosi in s.r.l. come previsto per le società calcistiche in Lega Pro e diventa F.C. Castiglione s.r.l., abbandonando la denominazione legata allo sponsor Sterilgarda. Il primo campionato nei professionisti si concluse con un ottavo posto, ad un passo dai play-off.
La stagione successiva, dopo due anni di professionismo, i rossoblù arrivarono al 16º posto retrocedendo in Serie D. Nella stagione 2014-2015 gli aloisiani chiusero il campionato al primo posto nel girone B, con due giornate d'anticipo, guadagnandosi così il diritto di giocare in Lega Pro la stagione successiva. Un sogno che, a causa di problemi economici, svanisce il 1º luglio 2015, quando, in un comunicato, la società dichiara di rinunciare all'iscrizione in Lega Pro. Viene poi iscritta al campionato di Terza Categoria, piazzandosi per due anni di fila a metà classifica. Nella stagione 2017-2018 la società aloisiana è iscritta al campionato regionale lombardo di Prima Categoria dopo aver acquisito il titolo sportivo del Sarginesco e viene promosso in Promozione vincendo il girone H, con cinque giornate di anticipo. La stagione seguente gli aloisiani ottengono la salvezza nelle ultime giornate, arrivando all'undicesimo posto; tuttavia con la vittoria, a fine stagione, nella finale della Coppa Italia Promozione Lombardia, la squadra ottiene il ripescaggio in Eccellenza.

### Nasce l'Fc Castiglione Asd
Nel giugno 2019, la società cambia proprietà: ad Alberto Garbisi succede il nuovo presidente Andrea Laudini, che assieme al vice-presidente Giancarlo Perani fondano l'Fc Castiglione Asd, conservando l'Eccellenza appena conquistata. La rosa è affidata a mister Marco Piovanelli, che viene sostituito nel corso del girone d'andata da Ivan Pelati. Viene data molta importanza al settore giovanile e alla comunicazione, riportando alto l'entusiasmo per la squadra in città e richiamando molti tifosi per le partite interne e per le trasferte. Il campionato viene interrotto a fine febbraio a causa della pandemia di coronavirus, con la squadra al quarto posto, a pari merito con altre. Nel torneo successivo si piazza al settimo posto. Nel campionato 2021/2022 si salva ai playout.

## Colori e simboli

### Colori
Il colori del Castiglione sono il rosso e il blu. Tali colorazioni sembrerebbero derivare dall'araldica civica comunale; infatti il rosso domina nello stemma e il blu nel gonfalone.

### Simboli ufficiali

#### Stemma
Lo stemma attuale del Castiglione, adottato nel 2019, è diviso in due fasce rosse e blu, sulle quali è presente il cane, tratto dall'emblema cittadino.

## Strutture

### Stadio
Il Football Club Castiglione gioca le partite di casa allo Stadio Ugo Lusetti, il quale prende il nome di un medico nato nel 1905 e morto nel 1969, che fu presidente della Società. L'impianto è dotato di una pista d'atletica e da una tribuna centrale parzialmente coperta che può contenere circa 2500 posti. Con la promozione in Lega Pro Seconda Divisione il Castiglione ha adottato brevemente, a inizio stagione 2012-2013, lo stadio Danilo Martelli di Mantova.

### Centro di allenamento
Il Castiglione svolge gli allenamenti allo stadio Ugo Lusetti.

## Società

### Organigramma societario
- Andrea Laudini - Presidente
- Giancarlo Perani - Vicepresidente
- Mirko Piacentini - Direttore sportivo
- Livio Gallina - Segretario generale

### Sponsor
- ?-2010 ...
- 2010-2016 Erreà
- 2016-2019 Joma
- 2020-in corso Macron

## Allenatori e presidenti
| Allenatori - 1946-2001 ... - 2001-2002 Riccardo Poli - 2002-2004 Osvaldo Zobbio - 2004-2005 Osvaldo Zobbio Gianluca Manini - 2005-2007 ... - 2007-2008 Tavelli Maschi Piccioli Gheda - 2008-2010 Giuseppe D'Innocenzi - 2010-2011 Giuseppe D'Innocenzi Giuseppe Crocitti - 2011-2012 Giuseppe Crocitti - 2012-2014 Lorenzo Ciulli - 2014-2015 Alessio Delpiano - 2015-2016 Ivan Rizzardi - 2016-2017 Fabio Esposito - 2017-2018 Marco Russo - 2018-2019 Francesco Faini Giorgio Andreoletti Ermes Ghirardi - 2019-2020 Marco Piovanelli Ivan Pelati - 2020-2021 Gianluca Manini - 2022-......... Fabio Esposito | Presidenti - 1946-2001 ... - 2001-2008 Rossano Zilia - 2008-2013 Tiziana Tonello - 2013-2014 Rossano Zilia - 2014-2016 Ernesto Valerio - 2016-2019 Alberto Garbisi - 2019- Andrea Laudini |

## Palmarès

### Competizioni interregionali
- Serie D: 2

2011-2012 (girone B), 2014-2015 (girone B)

### Competizioni regionali
- Promozione: 1

1984-1985 (girone C)
- Prima Categoria: 3

1974-1975 (girone A), 2000-2001 (girone A), 2017-2018 (girone H)
- Seconda Categoria: 1

1970-1971 (girone A)
- Coppa Italia Dilettanti Lombardia: 1

1997-1998
- Coppa Italia Promozione Lombardia: 1

2018-2019

## Statistiche e record

### Partecipazione ai campionati
| Livello | Categoria                  | Partecipazioni | Debutto   | Ultima stagione | Totale |
| ------- | -------------------------- | -------------- | --------- | --------------- | ------ |
| 4º      | Lega Pro Seconda Divisione | 2              | 2012-2013 | 2013-2014       | 3      |
| 4º      | Serie D                    | 1              | 2014-2015 | 2014-2015       | 3      |
| 5º      | Campionato Interregionale  | 3              | 1985-1986 | 1987-1988       | 5      |
| 5º      | Serie D                    | 2              | 2010-2011 | 2011-2012       | 5      |

### Partecipazione alle coppe
| Competizione          | Partecipazioni | Debutto   | Ultima stagione | Totale |
| --------------------- | -------------- | --------- | --------------- | ------ |
| Coppa Italia Lega Pro | 2              | 2012-2013 | 2013-2014       | 2      |
| Coppa Italia Serie D  | 3              | 2010-2011 | 2014-2015       | 3      |
| Poule Scudetto        | 2              | 2011-2012 | 2014-2015       | 2      |